# Народна библиотека Брчко Дистрикт
Народна библиотека Брчко Дистрикт представља једну од основних носиоца културе на простору Брчког као значајн фактор у култури и образовању на овим просторима. Библиотека се налази у улици Јована Дучића бр. 1. Носилац је и неколико награда и признања. 

## Историјат
Народна библиотека Брчко Дистрикт, почела је оснвана 1946. године. На почетку рада имала је око 2 700 књига и тада је радило 2 радника. Од 1951. године добила је статус самосталне установе, а од 1963. године смјештена је у Градску вјећницу. Године 1975. добија већи радни простор, а од 2014. године сели у нову зграду (стара зграда Шипада), која је том приликом посебно уређена за потребе библиотеке.  
Треба посебно истаћи да је Библиотека је добитник неколико награда. Једна од њих је награда за избор за најљепшу библиотеку у БиХ, а 1980. године је проглашена најбољом библиотеком у БиХ. Такође, је оштинско признање Седмоаприлска награда и Плакету града за посебно залагање у облати културе.
Данас Библиотека ради под управом Одјељења за привредни развој, спорт и културу, Пододјељење за туризам, културу и спорта у Влади Брчко дистрикт и посједује подручно одјељење у Горњем Рахићу. Посједује око 120. 000 књига од којих је 3. 000 на енглеском језику. Књижни фонд се попуњава на више начина. Један од њих је поконима, куповином, размјеном и обавезним примјерцима. Библиотека такође добија и одрешени фонд за куповину коју који се оглавном користи за набавку књига на сајмовима књига. Један од тих сајмова је и Београдски сајам књига. На сајму књиге 2016. године набављењо је чак 362 нова наслова, а од грађана је набављено 4430 књига и 60 примјерака часописа које излаже периодично.
Поред основног библиотечког посла, издавања књига, библиотека је организатор промоција књига, књижевне вечери, изложбе, литерарне конкурсе, дружење писаца са ученицима и друге манифестације.  Међу манифестацијама које организује библиотека су: Међународни дани дјечије књиге, Мјесеци књиге.
Оно што једну библиотеку чини великом и значајном поред библиотечког садржаја је и број читаоца. Оно чиме се библиотека може похвалити јесте да се само у 2016. години учланило чак 4. 000 чланова, као и то да је за исту годину издала око 109. 000 наслова.

## Организација
Основне организационе јединице Библиотеке су:
- Опште одјељење
- Одјељење за дјецу
- Одјељење за стручну обраду књига
- Завичајна збирка
- Одјељење са књигама на енглеском језику
- Читаоница